# Architektura von Neumanna

Architektura von Neumanna

Architektura von Neumanna – rodzaj architektury komputera będąca implementacją koncepcji The Stored-Program gdzie dane przechowywane są wraz z kodem programu. Opracowana została przez Johna von Neumanna, Johna W. Mauchly’ego oraz Johna Presper Eckerta w 1945 roku. Pierwszymi komputerami zbudowanymi na bazie tej architektury były EDSAC oraz UNIVAC. Większość współczesnych komputerów posiada architekturę bazującą na koncepcji von Neumanna.

## Opis architektury
W architekturze tej komputer składa się z czterech głównych komponentów:
- pamięci komputerowej przechowującej dane programu oraz instrukcje programu; każda komórka pamięci ma unikatowy identyfikator nazywany jej adresem
- jednostki sterującej odpowiedzialnej za pobieranie danych i instrukcji z pamięci oraz ich sekwencyjne przetwarzanie
- jednostki arytmetyczno-logicznej odpowiedzialnej za wykonywanie podstawowych operacji arytmetycznych.
- urządzeń wejścia/wyjścia służących do interakcji z operatorem

Jednostka sterująca wraz z jednostką arytmetyczno-logiczną tworzą procesor.
System komputerowy zbudowany według architektury von Neumanna powinien:
- mieć skończoną i funkcjonalnie pełną listę rozkazów
- mieć możliwość wprowadzenia programu do systemu komputerowego poprzez urządzenia zewnętrzne i jego przechowywanie w pamięci w sposób identyczny jak danych
- dane i instrukcje w takim systemie powinny być jednakowo dostępne dla procesora
- informacja jest tam przetwarzana dzięki sekwencyjnemu odczytywaniu instrukcji z pamięci komputera i wykonywaniu tych instrukcji w procesorze.

Podane warunki pozwalają przełączać system komputerowy z wykonania jednego zadania (programu) na inne bez fizycznej ingerencji w strukturę systemu, a tym samym gwarantują jego uniwersalność.
System komputerowy von Neumanna nie posiada oddzielnych pamięci do przechowywania danych i instrukcji. Instrukcje jak i dane są zakodowane w postaci liczb. Bez analizy programu trudno jest określić czy dany obszar pamięci zawiera dane czy instrukcje. Wykonywany program może się sam modyfikować traktując obszar instrukcji jako dane, a po przetworzeniu tych instrukcji – danych – zacząć je wykonywać.
Model komputera wykorzystującego architekturę von Neumanna jest często nazywany przykładową maszyną cyfrową (PMC).

## Kontrowersje
Mauchly i Eckert oskarżali von Neumanna o przywłaszczenie wspólnych wyników prac. Sam von Neumann uważał ich pracę za dzieło zbiorowe o licencji public domain (projekt był współfinansowany przez rząd amerykański).